# 順豐同城
杭州順豐同城實業股份有限公司（英語：Hangzhou SF Intra-city Industrial Co., Ltd.，港交所：09699），是中華人民共和國一家同城快遞企業，最初是作爲順豐控股的一個業務部門于2016年成立，并在2019年單獨剝離成爲一家獨立公司。其總部位於浙江省杭州市，業務覆蓋中國大陸逾2000個市縣。順豐同城目前已與麦当劳、必胜客、瑞幸咖啡、优衣库、耐克、阿迪达斯等零售品牌在全國；路易威登、GUCCI、迪奧、FENDI等奢侈品牌在北京、上海、成都、杭州等多地開展同城配送服務。
2021年12月14日，杭州順豐同城實業股份有限公司在港交所主板掛牌上市。艾瑞諮詢報告顯示，2021年順豐同城配送的市佔率已超11%，是中国最大的獨立第三方即時配送服務供應商。
2024年9月10日，順豐同城獲納入滬港通及深港通證券名單正式生效，成為與阿里巴巴、知行科技等33隻同期被調入港股通的股票之一。

## 公司歷史

### 業務部門時期
2016年，順豐同城作爲順豐控股的一個業務部門成立。
2018年6月，順豐同城推出消費者端業務。

### 公司獨立後
2019年3月，順豐同城公司實現獨立化運作，同年10月，順豐同城急送品牌正式發布。
2021年9月，順豐同城官宣蘇炳添出任首位品牌代言人，同年12月，杭州順豐同城實業股份有限公司在香港聯交所主板掛牌上市。

## 主營業務
本地餐飲、同城零售、近場電商和近場服務。本地餐飲主要包括餐食和飲品，同城零售主要包括商超、生鮮、醫藥、蛋糕甜品等日常經常性購買的生活食品用品。近場電商以鞋服箱包、美妝、數碼3C等電商滲透率較高的品類為主。近場服務則以企業和消費者為中心，如各類物品取送、幫買、幫辦、幫排隊等。

## 外部連結
- 顺丰同城官网 （页面存档备份，存于）